# Kids' Choice Awards Argentina 2013
La 3ª edizione dei Kids' Choice Awards Argentina si è tenuta il 18 ottobre 2013. La cerimonia è stata presentata dall'attore Diego Ramos e si è svolta, per la terza e ultima volta, allo Microestadio Malvinas Argentinas, situato nel quartiere La Paternal di Buenos Aires. 
L'edizione ha visto le esibizioni dal vivo degli artisti musicali: Lali Espósito, Tan Biónica, Airbag e del cast della telenovela Aliados.
Lali Espósito, con due premi ricevuti, è stata la celebrità con più vittorie. Durante la premiazione, inoltre, è stato conferito il premio speciale alla carriera "Trayectoria" ad Adrián Suar.

## Premi e candidature
I vincitori sono indicati in grassetto, a seguire gli altri candidati.

### Televisione

#### Miglior attore (Mejor actor)
- Pedro Lanzani - Aliados
- Andrés Mercado - Grachi
- Jorge Blanco - La CQ - Una scuola fuori dalla media
- Emiliano Flores - Violetta

#### Migliore attrice (Mejor actriz)
- Lali Espósito - Solamente vos
- Lodovica Comello - Violetta
- Sol Rodriguez - Grachi
- Martina Stoessel - Violetta

#### Attore preferito del cast (Actor de reparto favorito)
- Samuel Nascimento - Violetta
- Reinaldo Zavarce - 11-11: En mi cuadra nada cuadra
- Mex Urtizberea - Graduados
- Benjamín Rojas  - Solamente vos

#### Programma preferito della televisione latino-americana (Programa favorito de TV latino)
- Violetta
- Grachi
- Aliados
- Solamente vos

#### Rivelazione televisiva (Revelación en TV)
- Oriana Sabatini - Aliados
- Ángela Torres - Solamente vos
- Nicolás Francella - Aliados
- Xabiani Ponce De León - Violetta

#### Antagonista preferito (Villano favorito)
- Mercedes Lambre -Violetta
- María Gabriela de Faría - Grachi
- Mariel Percossi - Aliados
- Danilo Carrera - Grachi

#### Miglior cartone animato (Mejor serie animada)
- I Simpson
- Teenage Mutant Ninja Turtles - Tartarughe Ninja
- Phineas e Ferb
- SpongeBob

#### Programma preferito della televisione internazionale (Programa favorito de TV Internacional)
- Big Time Rush
- Victorious
- Austin & Ally
- Buona fortuna Charlie

### Cinema

#### Film preferito del cinema (Película favorita de cine)
- Teen Angels: el Adios 3D
- Fast & Furious 6
- Il grande e potente Oz
- The Twilight Saga: Breaking Dawn - Parte 2

#### Film d'animazione preferito (Película animada favorita)
- Cattivissimo me 2
- Ribelle - The Brave
- Goool!
- Monsters University

### Musica

#### Cantante o gruppo latino preferito (Cantante o grupo latino favorito)
- Isabella Castillo
- Airbag
- Restart
- Eme 15

#### Canzone preferita (Canción favorita)
- Ciudad mágica - Tan Biónica
- Pensando en ti - Axel
- ¡Corre! - Jesse & Joy
- Yo te esperaré - Cali y el Dandee

#### Canzone internazionale preferita (Canción Internacional favorita)
- One Way or Another (Teenage Kicks) - One Direction
- We Are Never Ever Getting Back Together - Taylor Swift
- Gangnam Style - Psy
- Beauty and a Beat - Justin Bieber

#### Miglior programma radiofonico (Mejor programa de radio)
- Comunidad TKM - Radio TKM
- Mundo TKM - Radio TKM
- El Despertador - Radio Disney
- Todos Tus Éxitos - Radio Disney

### Social

#### Migliore celebrità di Twitter (Mejor celebridad en Twitter)
- Lali Espósito
- María Eugenia Suárez
- Roger González
- Luisana Lopilato

#### Applicazione preferita (Aplicación favorita)
- Candy Crush Saga
- SpongeBob Moves In
- Temple Run
- Mundo Gaturro
- Odyssey of pets

### Sport

#### Sportivo dell'anno (Deportista del año)
- Lionel Messi
- Juan Martín del Potro
- Emanuel Ginóbili
- Sergio Agüero